# 마이 리틀 베이비
《마이 리틀 베이비》는 2016년 3월 5일부터 2016년 4월 23일까지 MBC에서 토요일 밤 12시 40분에 방영된 텔레비전 드라마이다.
MBC 총파업 여파 탓에 2017년 10월 23일부터 2017년 11월 10일까지 평일 오전 7시 50분부터 8시 30분까지 재방송됐다.

## 등장 인물

### 주요 인물
- 오지호 : 차정한 역
- 이수경 : 한예슬 역
- 김민재 : 윤민 역
- 남지현 : 한소윤 역

### 풍운맘 커뮤니티
- 정수영 : 조지영 역
- 고수희 : 강윤숙 역
- 주새벽 : 김보미 역

### 그 외
- 유나랜드 : 서은애 역
- 홍은택 : 김훈구 역
- 장희수 : 마정순 역
- 태항호 : 서장훈 역
- 김성기 : 한 사장 역
- 이태영 : 현주맘 역
- 양주호
- 유필란
- 엄채영 : 정하은 역
- 김하연 : 차은애 역(오지호 딸역)
- 임슬아 : 윤지 역
- 이소윤 : 범수 역
- 이채아 : 찬율 역

### 특별출연
- 최로운 : 차훈구 역

## 시청률
최저 시청률과 최고 시청률은 시청률 조사회사와 지역별로 시청률에 차이가 있을 수 있습니다.
| 회차   | 방송일          | TNmS 시청률    | AGB 시청률     |
| 회차   | 방송일          | 대한민국(전국) | 대한민국(전국) |
| ------ | --------------- | -------------- | -------------- |
| 제1부  | 2016년 3월 5일  | 2.7%           | 2.4%           |
| 제2부  | 2016년 3월 5일  | 2.0%           | 1.6%           |
| 제3부  | 2016년 3월 12일 | 2.5%           | 2.4%           |
| 제4부  | 2016년 3월 12일 | 2.1%           | 1.9%           |
| 제5부  | 2016년 3월 19일 | 2.5%           | 2.3%           |
| 제6부  | 2016년 3월 19일 | 1.7%           | 1.6%           |
| 제7부  | 2016년 3월 26일 | 3.4%           | 2.6%           |
| 제8부  | 2016년 3월 26일 | 2.3%           | 1.8%           |
| 제9부  | 2016년 4월 2일  | 1.9%           | 2.8%           |
| 제10부 | 2016년 4월 2일  | 2.1%           | 1.3%           |
| 제11부 | 2016년 4월 9일  | 2.3%           | 1.6%           |
| 제12부 | 2016년 4월 9일  | 1.7%           | 1.4%           |
| 제13부 | 2016년 4월 16일 | 2.3%           | 1.5%           |
| 제14부 | 2016년 4월 16일 | 1.7%           | 1.3%           |
| 제15부 | 2016년 4월 23일 | 2.0%           | 1.2%           |
| 제16부 | 2016년 4월 23일 | 1.4%           | 0.9%           |